# Playmates 7805
Playmates 7805 är ett album av punkbandet Asta Kask, och släpptes den 15 november 2006 tillsammans med deras dokumentär-DVD Dom får aldrig mig. Skivan innehåller 17 nyinspelningar av deras gamla låtar.

## Låtar på albumet
| Nr  | Titel                 | Längd | Originalalbum           |
| --- | --------------------- | ----- | ----------------------- |
| 1.  | AB böna & be          | 2:38  | Aldrig en LP            |
| 2.  | Psyikist instabil     | 2:50  | Med is i magen          |
| 3.  | Lasse Lasse liten     | 3:09  | Aldrig en LP            |
| 4.  | Fänrik Fjun           | 2:29  | -                       |
| 5.  | Dom får aldrig mej    | 2:53  | Än finns det hopp       |
| 6.  | Hjärndöd              | 1:29  | För kung och fosterland |
| 7.  | Landsplikt            | 2:27  | En tyst minut           |
| 8.  | TV'n                  | 2:53  | Med is i magen          |
| 9.  | Det vill jag va       | 2:31  | Plikten framför allt    |
| 10. | Sexkomplex            | 3:00  | Än finns det hopp       |
| 11. | Inget ljus            | 2:11  | Plikten framför allt    |
| 12. | Välkommen hem         | 3:37  | Med is i magen          |
| 13. | Världen tillhör er    | 2:45  | Definitivt 50 spänn XII |
| 14. | Psykopaten            | 3:45  | Sista dansen            |
| 15. | Den mänskliga faktorn | 3:05  | Aldrig en LP            |
| 16. | Demokrati             | 2:42  | En tyst minut           |
| 17. | Ringhals brinner      | 3:32  | För kung och fosterland |